# Khalid El-Amin
Khalid Numan El-Amin (Minneapolis, 25 aprile 1979) è un ex cestista statunitense.

## Carriera
Dopo aver giocato a livello liceale per la North Minneapolis High School di Minneapolis, Minnesota è passato alla University of Connecticut, dove ha giocato tre anni vincendo un titolo NCAA da assoluto protagonista, che gli ha poi fruttato la scelta nel draft NBA 2000 con il numero 34 dai Chicago Bulls.
El-Amin ha giocato in leghe minori, vincendo il titolo della Continental Basketball Association (CBA) con i Dakota Wizards e quello ucraino con i Azovmash Mariupol.
Nel 2010 gioca con la canotta dei lituani del Lietuvos Rytas, ma nel marzo 2011 subisce un grave infortunio al ginocchio sinistro. Nel dicembre 2011 firma un contratto mensile coi croati del Cibona.

## Palmarès

### Squadra
- Campionato croato: 1

Cibona Zagabria: 2011-12
- Coppa di Turchia: 1

Türk Telekom: 2007-2008
- Coppa d'Ucraina: 1

Azovmash Mariupol': 2009

### Individuale
- McDonald's All-American Game (1997)
- Campione NCAA: 1

1999
- All-ULEB Eurocup Second Team: 1

Türk Telekom: 2008-09